# 山口團地站
山口團地站（日语：／ Yamaguchi Danchi eki */?）是位於岩手縣宮古市山口三丁目203番1號，三陸鐵道的谷灣線車站。
車站的愛稱為「黒森之鼓動」。名稱取自鄰近源義經曾經逗留的黑森神社。

## 歷史
- 2010年（平成22年）
  - 9月16日：愛稱決定為「黑森之鼓動」[2][3]。
  - 10月16日：三陸鐵道北谷灣線車站啟用（在三陸鐵道成立25年以來的新車站）[1]。
- 2011年（平成23年）
  - 3月11日：發生東北地方太平洋近海地震（東日本大震災），使北谷灣線全線暫停營業。
  - 3月20日：宮古站至田老站之間重開，此站重開
- 2019年（平成31年）3月23日：東日本旅客鐵道釜石至宮古之間由三陸鐵道接管，此站成為谷灣線車站[4]。

## 車站構造
此站是地面車站，設有1面1線的單式月台。車站位於長根隧道和第一山口隧道之間的露天路段。
此站沒有車站大樓，月台上設有上蓋候車處。

## 使用狀況
在2018年度（平成30年度），一年總乘車人次為2,710人。
| 乘車人次變化       | 乘車人次變化     | 乘車人次變化 |
| 年度               | 1日平均 乘車人次 | 參考資料     |
| ------------------ | ---------------- | ------------ |
| 2012年（平成24年） | 2,585            | [ 7 ]        |
| 2013年（平成25年） | 3,157            | [ 7 ]        |
| 2014年（平成26年） | 1,758            | [ 7 ]        |
| 2015年（平成27年） | 2,039            | [ 7 ]        |
| 2016年（平成28年） | 1,453            | [ 8 ]        |
| 2017年（平成29年） | 2,633            | [ 9 ]        |
| 2018年（平成30年） | 2,710            | [ 6 ]        |

## 車站周邊
- 宮古市營山口團地住宅
- 岩手縣北巴士（日语：岩手県北バス）「山口團地」巴士站
- 三陸自動車道 宮古北交匯處（日语：宮古北インターチェンジ）

## 相鄰車站
三陸鐵道
■谷灣線
宮古－山口團地－一之渡

## 注腳
1. 1 2  . 岩手日報 (岩手日報社). 2010-10-17: 13 （日语）.
2. ↑  三陸鉄道「山口団地駅愛称決定」（日語）（截至2011年7月16日的存檔）
3. ↑  . 岩手日報 (岩手日報社). 2010-09-17: 13 （日语）.
4. ↑  . 毎日新聞 (毎日新聞社). 2019-03-23  [2019-03-24]. （原始内容存档于2019-03-23） （日语）.
5. ↑  三陸鉄道ブログ「新駅の発着訓練」（日語）（截至2012年10月20日的存檔）
6. 1 2   (PDF). 宮古市の統計 令和元年版. 宮古市: 50. 2020-04-22  [2020-07-10]. （原始内容 (PDF)存档于2021-09-28） （日语）.
7. ↑   (PDF). 宮古市の統計 平成28年版. 宮古市: 50. 2017-04-12  [2018-03-08]. （原始内容 (PDF)存档于2019-02-06） （日语）.
8. ↑   (PDF). 宮古市の統計 平成29年版. 宮古市: 50. 2018-05-02  [2020-07-10]. （原始内容 (PDF)存档于2019-02-06） （日语）.
9. ↑   (PDF). 宮古市の統計 平成30年版. 宮古市: 50. 2019-04-22  [2020-07-10]. （原始内容 (PDF)存档于2021-01-28） （日语）.

## 外部連結
- 車站·周邊資訊【山口團地站】 （页面存档备份，存于）（日語）：三陸鐵道